# Législature d'État du Michigan
Capitole de l'État du Michigan, Lansing
La législature d'État du Michigan est la branche législative du gouvernement de l'État du Michigan. Il est organisé sous forme d'une institution bicamérale composée d'une chambre basse, la Chambre des représentants comportant 110 sièges et d'une chambre haute, le Sénat avec 38 sièges.
L'article IV de la Constitution du Michigan, adopté en 1963, définit le rôle du législatif ainsi que son organisation. Il se réunit au Capitole du Michigan à Lansing, la législature est actuellement fixée à 2 ans pour la Chambre basse et à 4 ans pour le Sénat.